# Teatrul „Mihai Eminescu” din Botoșani
Teatrul „Mihai Eminescu” din Botoșani, înființat la data de 1 iulie 1958, conform Hotărârii Consiliului de Miniștri nr. 848 din 21 iunie 1958, este o instituție publică de spectacole și concerte, cu personalitate juridică, aflată în subordinea Consiliului Local al Municipiului Botoșani, fiind finanțată din venituri extrabugetare și din alocații de la bugetul Consiliului Local al Municipiului Botoșani. Acesta a fost proiectat de Grigore Cerchez. Este inclus în lista monumentelor istorice din județul Botoșani și are cod LMI BT-II-m-B-02037.

## Renovare
Consolidarea și restaurarea Teatrului „Mihai Eminescu” a început în 2013. Lucrările au demarat în 2014 însă au fost sistate în 2015 pentru intervenții suplimentare de consolidare. De atunci, șantierul a întrat în conservare, iar procedurile de licitație au fost reluate. În octombrie 2022 
Asocierea SC D& D Construct SRL – SC Aedificium Projektentwicklung SRL Cluj cu subcontractanții: SC Intelitech Group SRL, SC Meridian SRL, SC Sigma Instalgaz SRL, SC Ice Computers SRL, SC Danignisim SRL. Lucrările de renovare se vor termina la finalul anului 2023.

## Directori
- Ilarie Curechian (1958–1963)
- Corneliu Revent (1963–1966)
- Stelian Preda (1966–1970)
- Eugen Traian Bordușanu (1970–1974)
- Constantin Dinischiotu (1974–1977)
- Stelian Preda (1977–1983)
- Dumitru Ignat (1983–1986)
- Lucia Olaru Nenati (1986–1990)
- Boris Perevoznic (1990–1992)
- Marius Rogojinschi (1992–1997)
- Mihai Păunescu (1997–2000)
- Ioan Bordeianu (2000 – ianuarie 2005)
- Volin Costin (ianuarie 2005 – februarie 2006) – interimar
- Traian Apetrei (28 februarie 2006 – 2021)
- Alexandru Vasilachi (2021–prezent)